# Liste des monuments historiques du Finistère
Cet article recense les monuments historiques du département du Finistère, en France.

## Statistiques
Au 21 juillet 2025, le Finistère compte 796 édifices comportant au moins une protection au titre des monuments historiques, dont 383 sont classés et 436 sont inscrits. Le total des monuments classés et inscrits est supérieur au nombre total de monuments protégés car plusieurs d'entre eux sont à la fois classés et inscrits.

## Liste
Du fait du nombre important d'édifices protégés dans certaines communes, elles font l'objet de listes séparées : 
- pour Le Faou, voir la liste des monuments historiques du Faou ;
- pour Landerneau, voir la liste des monuments historiques de Landerneau ;
- Pour Locronan, voir la liste des monuments historiques de Locronan ;
- Pour Morlaix, voir la liste des monuments historiques de Morlaix ;
- Pour Penmarch, voir la liste des monuments historiques de Penmarc'h ;
- Pour Quimper, voir la liste des monuments historiques de Quimper ;
- Pour Quimperlé, voir la liste des monuments historiques de Quimperlé ;
- Pour Saint-Pol-de-Léon, voir la liste des monuments historiques de Saint-Pol-de-Léon.

Pour des raisons de taille, la liste des autres communes est découpée en deux :
- communes débutant de A à O : Liste des monuments historiques du Finistère (A-O) ;
- communes débutant de P à Z : Liste des monuments historiques du Finistère (P-Z).

### Ouvrages
- Le Patrimoine des Communes du Finistère, sous la dir. d'Anita Six avec la collab. de Jérôme Le Bel, Charenton-le-Pont, 1998, 2 vol. Flohic éd. (Le patrimoine des communes de France, 29)  (ISBN 2-8423-4039-6)